# Oak City (Carolina do Norte)
Oak City é uma cidade  localizada no estado norte-americano de Carolina do Norte, no Condado de Martin.

## Demografia
Segundo o censo norte-americano de 2000, a sua população era de 339 habitantes.
Em 2006, foi estimada uma população de 352, um aumento de 13 (3.8%).

## Geografia
De acordo com o United States Census Bureau tem uma área de
1,2 km², dos quais 1,2 km² cobertos por terra e 0,0 km² cobertos por água. Oak City localiza-se a aproximadamente 25 m acima do nível do mar.

## Localidades na vizinhança
O diagrama seguinte representa as localidades num raio de 16 km ao redor de Oak City.